# Rudolf Steiner (cineasta)
Rudolf Steiner (Berlim, 1942) é um cineasta e produtor de cinema alemão.

## Filmografia
diretor
- 1985: Unser Mann im Dschungel
- 1988: Fünf Bier und ein Kaffee
- 1998/1999: Cross-Eyed

produtor
- 1996: Gespräch mit dem Biest (dirigido por Armin Mueller-Stahl)